# Comte Frédéric de Thun-Hohenstein
'Comte Frédéric de Thun-Hohenstein' est un cultivar de rosier obtenu en 1880 par le rosiériste français Louis Lévêque. Cet hybride remontant rend hommage à un diplomate autrichien, le comte Frédéric de Thun-Hohenstein (1810-1881), grand amateur de roses, et propriétaire du château de Tetschen en Bohême.

## Description
Il s'agit d'un buisson au feuillage dense et vert clair pouvant atteindre 90 à 120 cm. Ses fleurs d'un rouge très foncé sont grosses, doubles (17-25 pétales), pleines et globulaires. Les pétales peuvent être marbrés de brun. La floraison est remontante. Leur parfum est modéré. 
Cette variété supporte des hivers jusqu'à -20°C. Elle nécessite un emplacement ensoleillé, un sol bien drainé, et de soins contre les maladies du rosier.
On peut l'admirer à la roseraie de Sangerhausen, grand conservatoire de roses du monde entier situé en Allemagne.